# Фосфор-32
Фосфор-32 (32P) — радіоактивний ізотоп фосфору. Ядро фосфору-32 містить 15 протонів та 17 нейтронів, що на один нейтрон більше, ніж найпоширеніший ізотоп фосфору, фосфор-31. Фосфор-32 існує на Землі лише в невеликих кількостях, оскільки він має короткий період напіврозпаду — 14 днів, і тому швидко розпадається.
Фосфор міститься в багатьох органічних молекулах, тому фосфор-32 має багато застосувань у медицині, біохімії та молекулярній біології, де його можна використовувати для відстеження фосфорильованих молекул (наприклад, для з'ясування метаболічних шляхів) та радіоактивного мічення ДНК та РНК.

## Розпад
Фосфор-32 має короткий період напіврозпаду 14,268 днів і розпадається на сірку-32 шляхом бета-розпаду як показано в цьому ядерному рівнянні:
{\displaystyle _{15}^{32}P\rightarrow _{16}^{32}S+e^{-}+{\bar {\nu _{e}}}}
У результаті цього розпаду вивільняється енергія в 1,709 МеВ.

## Виробництво
Фосфор-32 утворюється природним чином на Землі лише у дуже невеликих кількостях, а його короткий період напіврозпаду означає, що корисні кількості доводиться виробляти синтетично. Фосфор-32 можна отримати синтетично шляхом опромінення сірки-32 помірно швидкими нейтронами (реакція (n-p)), як показано в цьому ядерному рівнянні:
{\displaystyle _{16}^{32}S+n\rightarrow _{15}^{32}P+p}
Ядро сірки-32 захоплює нейтрон і випромінює протон, зменшуючи атомний номер на одиницю, зберігаючи при цьому масове число 32.
Цю реакцію також використовували для визначення потужності ядерної зброї.
Інший спосіб — опромінення швидкими нейтронами ізотопу фосфор-31 з якого повністю складається природний фосфор, за реакцією:
{\displaystyle _{15}^{31}P+n\rightarrow _{15}^{32}P+\gamma }
або за реакціями:
{\displaystyle _{17}^{35}Cl+n\rightarrow _{15}^{32}P+\alpha }
{\displaystyle _{17}^{35}Si+\alpha \rightarrow _{15}^{32}P+p}

## Використання
Фосфор поширений у біологічних системах і, як радіоактивний ізотоп, майже хімічно ідентичний стабільному ізотопу того ж елемента. Фосфор-32 можна використовувати для мічення біологічних молекул. Бета-випромінювання, що випромінюється фосфором-32, має достатню проникливу здатність, щоб його можна було виявити поза організмом або тканиною, що аналізується.

### Медицина
Спроби використання 32P для лікування онкологічних захворювань почались в 1930-х. Фосфор-32 використовувався у вигляді суспензі нерозчинних часток, яка вводилась безпосередньо в пухлину для уникнення розповсюдження по тілу. Фосфор-32 у вигляді розчинного іону {\displaystyle {\ce {PO4^3+}}} використовувався для боротьби з метастазами в кістках.
Випромінювані 32P, бета-частинки безпосередньо пошкоджують клітинну ДНК і, іонізуючи внутрішньоклітинну воду з утворенням кількох типів цитотоксичних вільних радикалів і супероксидів, опосередковано пошкоджують внутрішньоклітинні біологічні макромолекули, що призводить до загибелі клітин пухлини.

### Біохімія та молекулярна біологія
Фосфор-32 був одним з перших ізотопів, які використовувались для експериментів з міченими атомами, зокрема його використовував автор ідеї мічених атомів Дьєрдь де Гевеші. Через те, що фосфор входить до складу ліпопротеїнів, нуклеїнових кислот, кісток, фосфор-32 зручний для багатьох досліджень. Зокрема, за допомогою фосфору-32 показано участь фосфорильованих сполук у фотосинтезі, що кістки неперервно оновлюються, а також в експерименті Герші-Чейз показано, що генетична інформація знаходиться в ДНК.

### Рослинництво
Фосфор-32 використовується в рослинництві для відстеження поглинання рослиною добрив від коренів до листя. Мічене фосфором-32 добриво вносять у рослину гідропонно або через воду в ґрунт, а використання фосфору можна відстежити за випромінюваним бета-випромінюванням. Інформація, зібрана шляхом картування поглинання добрив, показує, як рослина поглинає та використовує фосфор з добрив.

## Безпека
Висока енергія випромінюваних бета-частинок та низький період напіврозпаду фосфору-32 роблять його потенційно шкідливим. Питома активність 1,06×1016 Бк/г. Типові запобіжні заходи під час роботи з фосфором-32 включають носіння персонального дозиметра для контролю впливу та акрилового або оргскла радіаційного екрану для захисту тіла або відстань у 20 футів (6,1 м). Щільне екранування, таке як свинцеве, менш ефективне через високоенергетичне гальмівне випромінювання, що виникає внаслідок взаємодії бета-частинки та екранування.